# Clarias ngamensis
Clarias ngamensis es una especie de pez de la familia Clariidae en el orden de los Siluriformes.

## Morfología
Los machos pueden llegar alcanzar los 73 cm de
longitud total.

## Distribución geográfica
Se encuentran en África